# Ramón Martí Alsina
Ramón Martí Alsina, también Ramon Martí i Alsina (Barcelona, 10 de agosto de 1826 - 21 de diciembre de 1894), fue un pintor español del realismo. Algunas monografías lo consideran creador de la escuela paisajística catalana, círculo en el que desarrolló una labor similar a la de Carlos de Haes, y como maestro de la generación de pintores que incluye a Modest Urgell, Simó Gómez, Joaquín Vayreda, Baldomero Galofré, José Luis Pellicer, Lluís Armet o Francesc Torrescassana. 

## Biografía
Nacido en el seno de una familia humilde, quedó huérfano de padre a los ocho años, pasando a esa edad bajo la autoridad de su padrino, quien desde el principio se opuso al desarrollo de las ideas artísticas del joven Ramón. Por indicación de su padrino, estudió filosofía, aunque a mismo tiempo se matriculó en las clases nocturnas de la Escuela de la Lonja de Barcelona. 
Sus primeros pasos como pintor y dibujante los dio en la localidad de Mataró, de donde era oriunda la familia de su madre. Allí comenzó a labrarse una cierta reputación como retratista entre la burguesía local, definiéndose su primera etapa por un objetivismo naturalista y ajeno a los dogmas oficiales. 

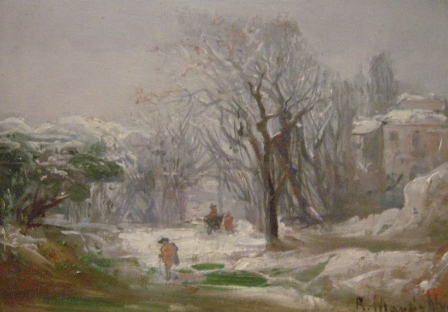
Paisaje rural nevado, 1894

Ya en esta época, se fija en la naturaleza como inspiración directa, saliendo a pintar los días de fiesta por las montañas y costas de la comarca de El Maresme, buscando temas para sus paisajes y marinas. Martí i Alsina se muestra de esta manera como un autor poseedor de un fresco instinto artístico que ya desde sus primeros años se manifiesta opuesto a los corsés de la oficialidad imperante. 

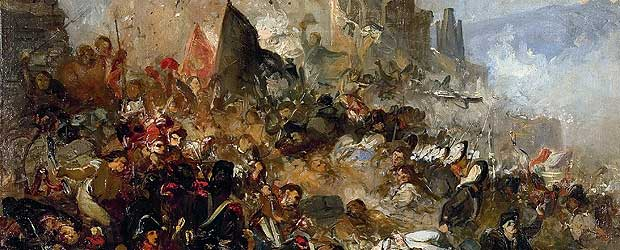
El sitio de Gerona de 1809.

En 1848 viajó a París, donde visitó el Louvre y donde se familiarizó con la obra de autores como Horace Vernet y Eugène Delacroix. Más adelante conocerá la obra de Gustave Courbet, el mayor exponente internacional del realismo pictórico y la obra de la Escuela de Barbizon. 
En 1850 contrae matrimonio con Carlota Aguiló, momento a partir del cual, además, su trayectoria como artista se afianza. En 1852 obtiene la cátedra de dibujo en la Escuela de La Lonja de Barcelona, y dos años más tarde pasaría a impartir dibujo de figura. Se dedica a la docencia predicando el realismo y la captación del natural, especialmente en el paisaje. Viaja repetidas veces a París y también a Holanda. 
Atraído por el pensamiento positivista y las corrientes progresistas, republicanas y anticlericales, se identificó con los ideales revolucionarios de 1868. Durante el reinado de Amadeo de Saboya dimitió en sus funciones docentes en la Ecola de la Llotja por motivos políticos. Sin embargo, con la llegada de la I República Española y bajo el mandato del presidente Francisco Pi  Margall, fue rehabilitado en sus funciones. 
La primera exposición importante en la que Martí i Alsina participó fue la Exposición General de Bellas Artes de Barcelona de 1851. A partir de ese momento, participará en diversas exposiciones tanto en Barcelona como en Madrid o en París, en varias de las cuales fue premiado. Fue invitado incluso a la Exposición Universal de 1889 en París. 
En la década de los setenta, y al mismo tiempo que su obra pasa por uno de sus mejores momentos, su vida empieza a padecer diferentes calamidades a nivel personal. En 1872 fallecen casi simultáneamente sus hijos Camilo y Carlota, y en 1878 pierde a su esposa. Al mismo tiempo, se endeuda de forma importante, hasta el punto de que tuvo que multiplicar su producción y trabajar en distintos talleres (llegó a tener abiertos siete al mismo tiempo), de forma casi industrial. Contrajo segundas nupcias con Francisca Chillida, aunque las dificultades económicas le acuciarían ya hasta su muerte. A pesar de ello, pasó buena parte de su vida obsesionado por acabar su ciclo de la Guerra de la Independencia y la toma de Gerona que iniciara hacia 1865 con lienzos como El somatén del Bruch, La Compañía de Santa Bárbara, El sitio de Gerona de 1809 y El gran día de Gerona (Antiguo Hospital de Santa Catalina, Gerona), la última de las cuales, inconclusa, es por sí sola uno de los cuadros de historia mejor logrados de la pintura ochocentista española.

## Obra

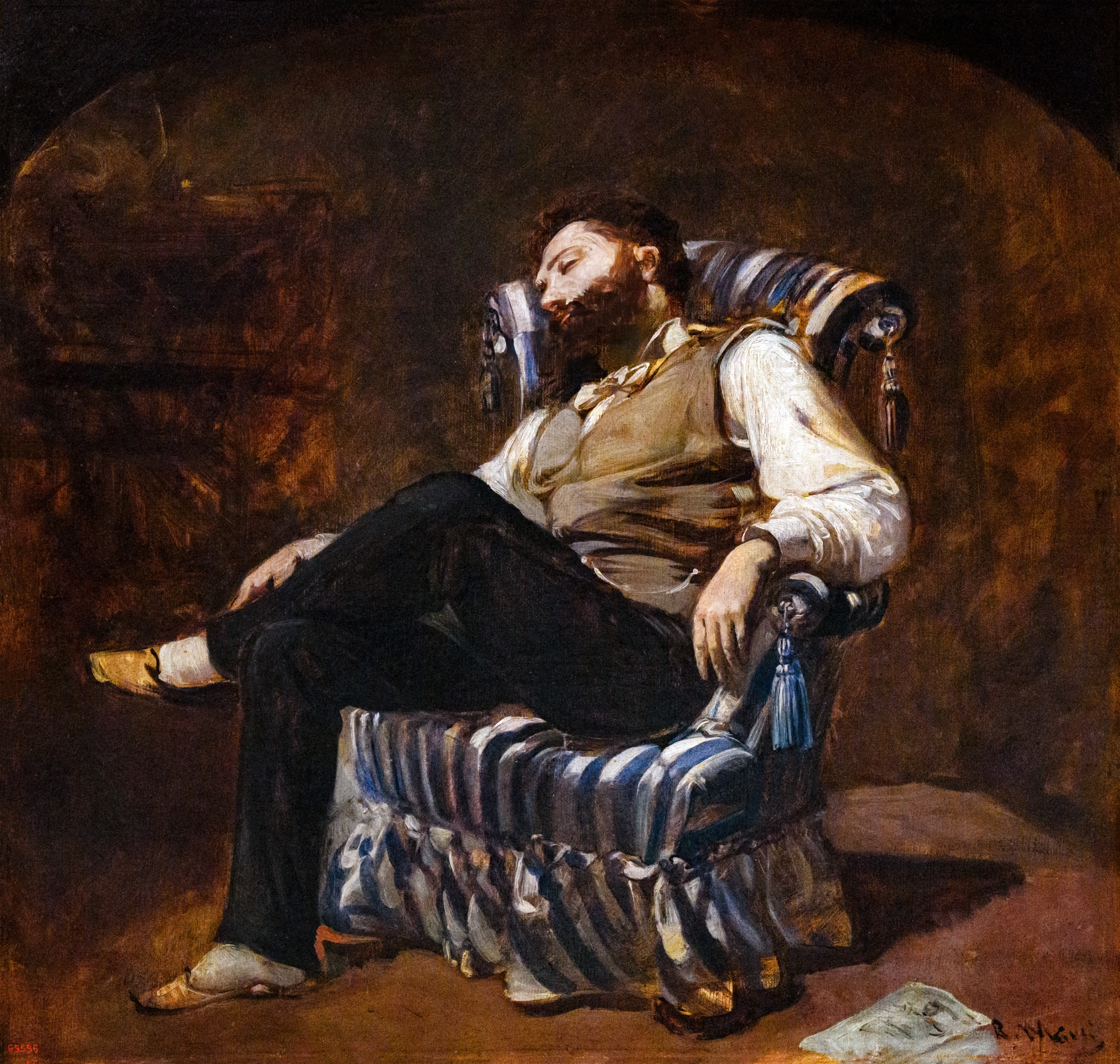
La siesta

Sus obras reflejan el postulado realista básico de retratar la realidad concienzudamente, sin idealizaciones o embellecimientos innecesarios. Su obra puede dividirse en tres etapas: de 1850 a 1870 en su período inicial; de 1870 a 1880 su fase intermedia de plenitud; y desde 1880 hasta su muerte en 1894, con su producción más prolífica y menos cuidada.
Entre sus temas encontramos numerosos paisajes y marinas, vistas urbanas (especialmente de Barcelona), retratos y figuras humanas (La siesta, de 1884, Museo Nacional de Arte de Cataluña, Barcelona, es quizá su obra más conocida), escenas costumbristas, temperamentales desnudos femeninos (son mucho más escasos los masculinos e incluso infantiles, como el Desnudo de muchacho de espaldas, colección particular, Barcelona) y pintura de historia y escenas bíblicas (como David y Abigail, o Eliazar y Rebeca, ambos en el Museo Nacional de Arte de Cataluña, Barcelona). En pocas ocasiones se dedicó al bodegón, aunque también pintó algunos de ellos. 
Aunque Martí Alsina elaboró algunos ejemplos cercanos al impresionismo, como puede verse, por ejemplo, en La vista del Boulevard Clichy, algunos críticos lo consideran un artista ecléctico, que no debe adscribirse a ninguna corriente pictórica concreta.